# Pieter Nieuwland
Pieter Nieuwland, né le 5 novembre 1764 à Watergraafsmeer et mort le 14 novembre 1794 à Leyde, est un chimiste, mathématicien et poète néerlandais.
Au cours de sa vie, il est connu comme un enfant prodige et est appelé le « Isaac Newton néerlandais ».